# Францишкув (Паб'яницький повіт)
Францишкув (пол. Franciszków) — село в Польщі, у гміні Лютомерськ Паб'яницького повіту Лодзинського воєводства.
Населення — 66 осіб (2011).
У 1975-1998 роках село належало до Серадзького воєводства.

## Демографія
Демографічна структура станом на 31 березня 2011 року:
|          | Загалом | Допрацездатний вік | Працездатний вік | Постпрацездатний вік |
| -------- | ------- | ------------------ | ---------------- | -------------------- |
| Чоловіки | 27      | 5                  | 18               | 4                    |
| Жінки    | 39      | 8                  | 19               | 12                   |
| Разом    | 66      | 13                 | 37               | 16                   |